# Coronation (zatoka)
Coronation (ang. Coronation Gulf) – zatoka Oceanu Arktycznego, oddzielająca wyspę Wiktorii od kontynentalnej części Kanady. Zatoka jest połączona cieśninami z morzem Beauforta.